# Fumin (sockenhuvudort i Kina, Jiangxi Sheng, lat 27,57, long 115,21)
Fumin är en sockenhuvudort i Kina. Den ligger i provinsen Jiangxi, i den sydöstra delen av landet, omkring 140 kilometer sydväst om provinshuvudstaden Nanchang. Antalet invånare är 9 521. Befolkningen består av 4 487 kvinnor och 5 034 män. Barn under 15 år utgör 20,0 %, vuxna 15-64 år 71 %, och äldre över 65 år 8,0 %.
Runt Fumin är det ganska tätbefolkat, med 139 invånare per kvadratkilometer. Närmaste större samhälle är Baqiu, 6,3 km väster om Fumin. I omgivningarna runt Fumin växer huvudsakligen savannskog.
Genomsnittlig årsnederbörd är 2 066 millimeter. Den regnigaste månaden är juni, med i genomsnitt 330 mm nederbörd, och den torraste är oktober, med 24 mm nederbörd.